# Lumpenopsis clitella
Lumpenopsis clitella är en fiskart som beskrevs av Roxanne Irene Hastings och Walker 2003. Lumpenopsis clitella ingår i släktet Lumpenopsis och familjen taggryggade fiskar. Inga underarter finns listade i Catalogue of Life.